# Adelheid II van Franken

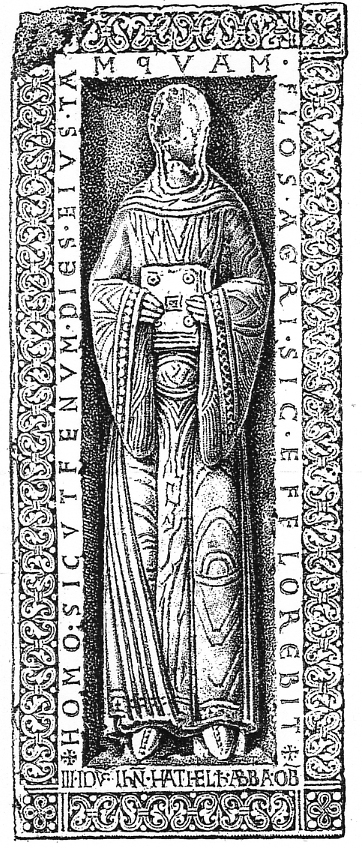
Grafsteen van Adelheid II van Franken

Adelheid II van Franken (herfst 1045, waarschijnlijk in Goslar - Quedlinburg, 11 januari 1096) was de oudste dochter van keizer Hendrik III uit diens tweede huwelijk met Agnes van Poitou. Haar broer was keizer Hendrik IV. Adelheid was sinds 1061 abdis van de abdijen van Gandersheim en Vreden. Twee jaar later, in 1063, werd zij in Quedlinburg de opvolgster van haar overleden oudere halfzus Beatrix.

## Voetnoten
1. ↑  Tschuschke, Volker: Die Billunger im Münsterland in: Quellen und Studien zur Geschichte Vredens und seiner Umgebung, ISBN 3-926-627-06-9, Vreden 1990

- Gemeinsame Normdatei: 1033724408
- Virtual International Authority File: 300269970